# Jean Cuq
Pour les articles homonymes, voir Cuq.
Jean Cuq, né le 26 août 1927 à Naucelle et mort le 11 mars 2006 à Rodez, est un général de corps d'armée français.

## Biographie
Après des études secondaires à Rodez, puis à Toulouse, Jean Cuq intègre l'école militaire de Saint-Cyr et entame une carrière militaire prestigieuse. Il sert en Algérie entre 1957 et 1961 et rejoint ensuite l'École supérieure de guerre. Commandant en 1963, il est affecté au 35e régiment d’artillerie parachutiste qu'il commande de 1973 à 1975. Après un passage à l’état-major de l’armée de terre, il est promu général de brigade en 1977, à l'âge de 50 ans. De 1978 à 1979, il est le premier commandant en second de la FINUL, dont il a été l'instigateur, et commandant du contingent français au Liban. Commandant de la 5e division blindée de 1980 à 1982, il est élevé au grade de général de corps d'armée en 1983, il finit sa carrière comme commandant de la région militaire de Lyon et quitte l'armée en 1987.
Familier des chefs d'état-major, il avait notamment eu sous ses ordres le général Roquejeoffre. Il était un grand spécialiste du Moyen-Orient, son expérience au Liban, en Syrie ou encore en Jordanie était reconnue et très appréciée.
Il avait rencontré à plusieurs reprises Yasser Arafat qui l'avait impressionné par son « intelligence rusée ».
Ses funérailles ont lieu le 14 mars 2006 en l'église Saint-Martin de Naucelle, en présence de nombreuses personnalités militaires, en particulier le chef de corps du 35e régiment d'artillerie parachutiste.